# Lanchester-Ausgleich

Lanchester-Ausgleich
(oben die Kurbelwelle, unten die beiden Ausgleichswellen mit Gegengewichten)

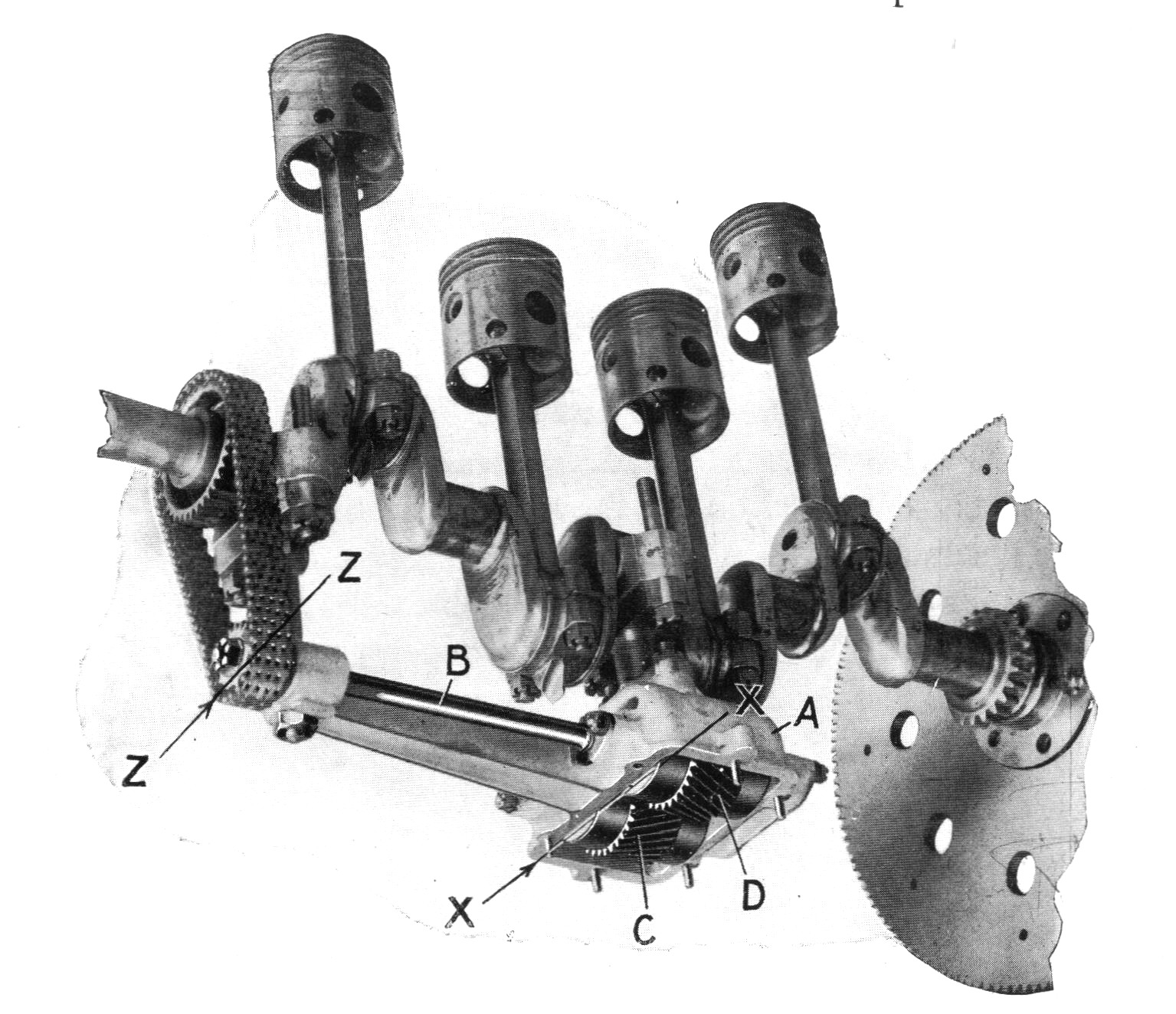
Lanchester-Ausgleich, Antrieb über Zahnkette, C und D sind die Gegengewichte

Der Lanchester-Ausgleich, bestehend aus zwei Ausgleichswellen, dient bei Reihenvierzylinder-Viertakt-Hubkolbenmotoren dazu, die freien Massenkräfte zweiter Ordnung zu beseitigen. Er ist nach dem britischen Ingenieur Frederick W. Lanchester (1868–1946) benannt.

## Problemstellung
Reihenvierzylinder-Viertakter werden meist so gebaut, dass die inneren Kolben gegenphasig zu den äußeren laufen. Wenn die äußeren Zylinder (1 und 4) im oberen Totpunkt sind, dann sind die inneren Zylinder (2 und 3) im unteren Totpunkt und umgekehrt. Dadurch sind die Massenkräfte erster Ordnung ausgeglichen, und die Zylinder zünden in gleichmäßigen Abständen (180° Kurbelwinkel).
Die Massenkräfte zweiter Ordnung entstehen dadurch, dass die Pleuel bei der Bewegung des Kurbeltriebs gegenüber der Zylinderachse gekippt werden. Bei gekippten Pleueln ist der parallel zur Zylinderachse gemessene Abstand des Kolbens vom Hubzapfen geringer. Wenn die Kolben in ihren Totpunkten sind, dann stehen die Pleuel senkrecht. Wenn die Kurbelwelle demgegenüber um 90° gedreht ist, stehen alle Pleuel schräg, und der gemeinsame Schwerpunkt aller Kolben ist dadurch weiter unten als in den Totpunkten. Dieser gemeinsame Schwerpunkt bewegt sich also bei jeder halben Kurbelwellenumdrehung auf und ab, und zwar umso mehr, je kürzer die Pleuel im Vergleich zum Kurbelradius sind (Kurbelverhältnis).

## Wirkweise des Lanchester-Ausgleichs
Der Lanchester-Ausgleich besteht aus zwei Ausgleichswellen, die gegenläufig und mit doppelter Kurbelwellendrehzahl rotieren. An ihnen ist je ein Gegengewicht (Unwucht) angebracht, deren gemeinsamer Schwerpunkt sich gegenphasig zum Schwerpunkt der Kolben auf- und abbewegt. Die Ausgleichswellen müssen so angeordnet sein, dass der Schwerpunkt der Gegengewichte in der Ebene der Zylinderachsen und in der Mitte zwischen zweitem und drittem Zylinder liegt (Strichpunktlinie im Bild). Der gemeinsame Schwerpunkt aller Teile (Kolben und Gegengewichte) bewegt sich dann praktisch nicht mehr, bis auf die Anteile höherer Ordnung, die aber sehr schwach sind.